# جينيفر تايلور (كاتبة)
جينيفر تايلور (بالإنجليزية: Jennifer Taylor)‏ (1949، إنجلترا في المملكة المتحدة)؛ روائية بريطانية.